# Большая Корта
Большая Корта — река в России, протекает по Молчановскому району Томской области. Устье реки находится в 36 км по левому берегу реки Татош (Бол. Татош). Длина реки составляет 27 км. Высота устья — 70,7 м над уровнем моря.

## Данные водного реестра
По данным государственного водного реестра России относится к Верхнеобскому бассейновому округу, водохозяйственный участок реки — Обь от впадения реки Чулым до впадения реки Кеть, речной подбассейн реки — Чулым. Речной бассейн реки — (Верхняя) Обь до впадения Иртыша.
Код объекта в государственном водном реестре — 13010500112115200022601.